# Anthropologie philosophique
L'anthropologie philosophique est un courant de pensée philosophique, anthropologique et sociologique fondé en Allemagne dans les années 1920 et 1930.

## Concept
L'anthropologie philosophique est un courant de pensée. Elle réunit des philosophes, des anthropologues et des sociologues autour d'un projet intellectuel d'analyse anthropologique. Ce mouvement a eu une influence déterminante dans le paysage intellectuel allemand du XXe siècle.
Cette école marque un tournant anthropologique décisif en philosophie. Elle se montre critique envers la tradition idéaliste et le dualisme corps-esprit cartésien, au profit d'une conception de l'homme comme unité physique et psychique. Elle cherche aussi à apporter une réponse aux apories de l’historisme allemand.
Le fondement de sa démarche fut de mettre à profit les enseignements des sciences de la nature (biologie, zoologie, éthologie, paléoanthropologie, etc.) et des sciences humaines pour tenter de cerner les caractéristiques de l’espèce humaine, sa position spécifique dans le monde face au règne minéral, végétal et animal.
Ses principaux représentants sont Max Scheler (1874-1928), Helmuth Plessner (1892-1985) et Arnold Gehlen (1904-1976). On considère aussi comme proches de ce courant Ernst Cassirer (1874-1945), Gotthard Günther (1900-1984), Helmut Schelsky, Erich Rothacker et, actuellement, Peter Sloterdijk.

« Jamais dans l'histoire telle que nous la connaissons, l'homme n'a été autant qu'aujourd'hui un problème pour lui-même »

— Max Scheler

### Influence et Héritage
L'anthropologie philosophique a eu un impact considérable sur diverses disciplines et a inspiré de nombreux courants de pensée ultérieurs. Elle a notamment influencé l'existentialisme, en mettant en avant l'importance de la condition humaine et de la liberté individuelle. De plus, ses concepts ont trouvé un écho dans les travaux de psychologie humaniste et de phénoménologie, qui partagent une focalisation sur l'expérience vécue et la perception subjective. En sociologie, elle a contribué à une meilleure compréhension des dynamiques sociales à travers une analyse approfondie de la nature humaine et des structures sociales. Les idées développées par les penseurs de ce courant continuent d'alimenter les débats contemporains sur la nature de l'homme, l'éthique et la société,.